# Mariä Geburt (Piding)

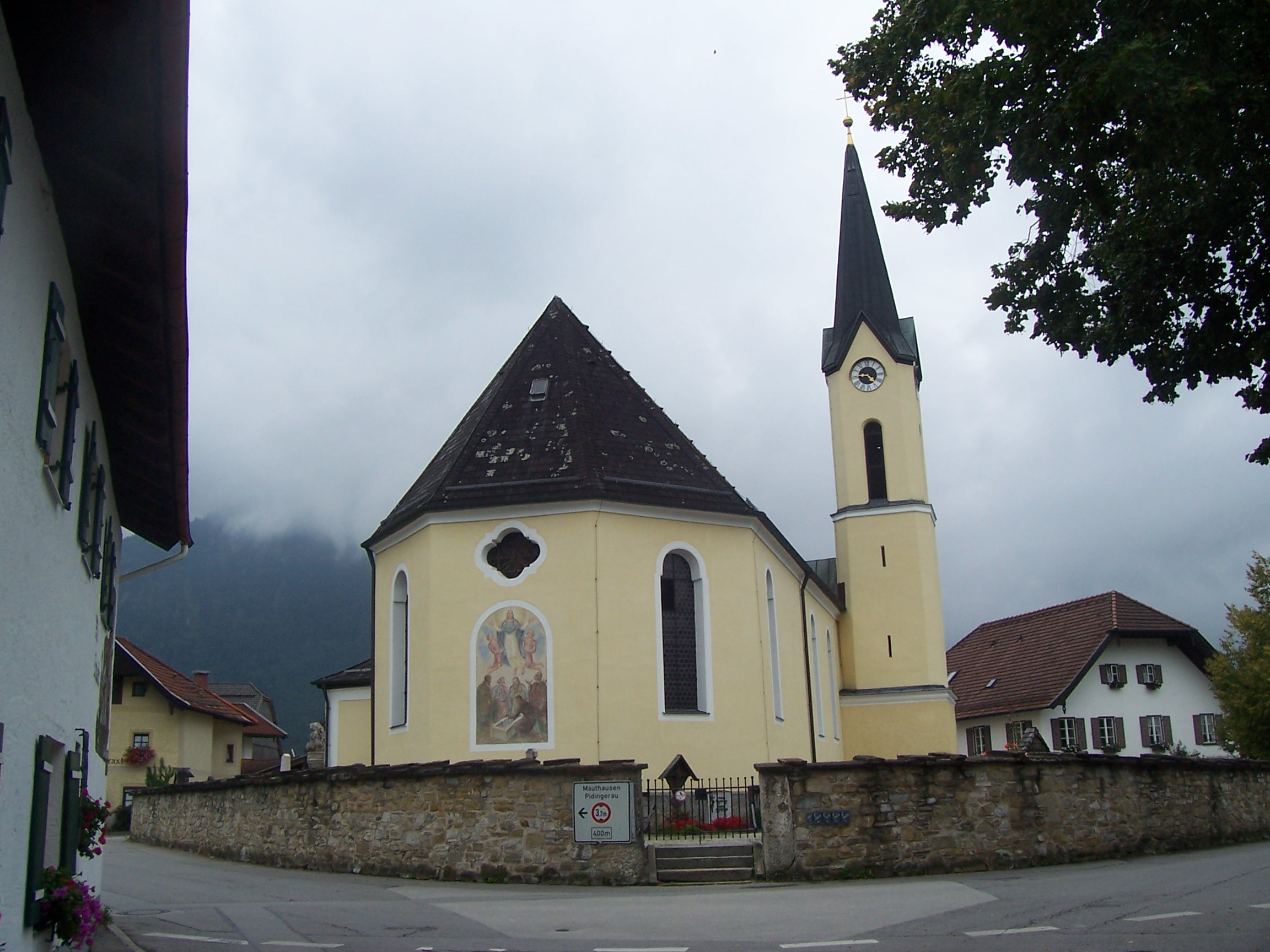
Pfarrkirche Mariä Geburt Piding

Mariä Geburt ist die denkmalgeschützte katholische Pfarrkirche von Piding im Landkreis Berchtesgadener Land (Oberbayern). Bis 1818 besorgten die Augustinerchorherren aus Höglwörth die Seelsorge. Danach wurde Piding Expositur und Vikariat, im Jahre 1893 eigenständige Pfarrei.

## Architektur
Die im Kern spätgotische Kirche steht auf einem Platz, an dem vermutlich bereits in der Zeit des heiligen Rupert von Salzburg um 700 ein Gotteshaus errichtet wurde.
Das Äußere der Kirche ist schlicht. Der 1868 erbaute Turm ist in seinen Dimensionen im Verhältnis zum Kirchenschiff zu klein geraten. Damals wurde die Kirche um ein Joch nach Westen erweitert. Ob vor dem Anbau ein Turm bestand und wie er ausgesehen hat, ist bisher nicht erforscht.
Ins Innere gelangt man durch die Vorhalle und ein spätgotisches Portal aus Adneter Marmor (ein Kalkstein), das um 1500 entstanden ist. In der Vorhalle (und seitlich des Hochaltars) sind Grabplatten einiger Pfleger und Richter von Schloss Staufeneck zu sehen. Der Innenraum der Kirche wurde in der Mitte des 18. Jahrhunderts umgebaut. Der rechtwinklige Saalraum ist durch Rokokostuck gegliedert, der wahrscheinlich von dem Wessobrunner Meister Tassilo Zöpf stammt. Die klare Gestaltung des Raums weist bereits auf den klassizistischen Stil hin. Am Chorbogen sind die Wappen des Bauherrn, des Propstes von Höglwörth, sowie des Klosters Höglwörth (gekreuzte Schlüssel) angebracht. Die Rokoko-Einrichtung aus der Zeit um 1760 stammt vermutlich von Dominikus Plasisganik, einem Bildhauer, der in Piding ansässig war und im gesamten Salzburger Land zahlreiche religiöse Kunstwerke geschaffen hat.
Auf dem Hochaltar stehen seitlich zwei Figuren: Links der Heilige Augustinus (das Augustiner-Chorherrenstift Höglwörth stellte die Seelsorger) und rechts der Heilige Johannes Nepomuk. Da Piding immer wieder vom Hochwasser bedroht war, sollte der Heilige der Brücken und Flüsse den Ort vor derlei Unglück bewahren. In der Mitte des Hochaltars huldigen Engelsfiguren einer Madonna. Diese Figur soll spätgotischen Ursprungs und im 19. Jahrhundert verändert worden sein. Der Aufsatz zeigt plastisch Gottvater mit Weltkugel und Szepter. Im Chorbogen hängt nach dem Vorbild gotischer Kirchen ein Kruzifix, welches in einer Rokokokirche einen Stilbruch darstellt und den Raumeindruck beeinträchtigt. Es wurde wahrscheinlich im 19. Jahrhundert angebracht. Unter dem Chorbogen stehen zwei Skulpturen: Maria Immaculata, links und heiliger Josef, rechts.
Der rechte Seitenaltar zeigt zentral ein Rosenkranzbild von 1670, auf dem auch die Stifter des Werkes abgebildet sind. Seitlich stehen Figuren der Heiligen Isidor und Notburga, Patrone der Bauern und Dienstboten, im Auszug ein Bild des Heiligen Sebastian. Das Altarblatt des linken Seitenaltars zeigt die Verkündigung an Maria durch den Erzengel Gabriel (Georg Gschwendtner, 1959). Die Figuren an den Seiten sind die Heiligen Franziskus von Assisi, links und Antonius von Padua, rechts. Das Bild im Auszug stellt den Pestheiligen Rochus dar.
Die Kanzel an der Südwand wird bekrönt von der Figur Christi als Guter Hirte. Ebenfalls an der Südwand hängt ein großes Gemälde mit einer Pietà, der Schmerzhaften Muttergottes. Das Kirchengestühl stammt aus dem 19. Jahrhundert.
Vom Patrozinium der Kirche, der Geburt Mariens, findet sich keine Darstellung.

## Orgel
Die Orgel stammt von der Orgelbaufirma Alois Wölfl (Unterflossing bei Mühldorf/Inn).
| I Hauptwerk C–g3 |       |
| Stillgedackt     | 16′   |
| Principal        | 8′    |
| Gedackt          | 8′    |
| Weidenpfeife     | 8′    |
| Oktave           | 4′    |
| Spitzflöte       | 4′    |
| Quinte           | 2 ⁄3′ |
| Mixtur           | 2′    |
| Trompete         | 8'    |

| II Oberwerk C–g3 |       |
| Hohlflöte        | 8′    |
| Viola            | 8′    |
| Geigen Principal | 4′    |
| Querflöte        | 4′    |
| Oktave           | 2′    |
| Kleinquinte      | 1 ⁄3′ |
| Sifflöte         | 1′    |
| Zimbel II        | 1⁄2′  |
| Oboe             | 8′    |
| Tremulant        |       |

| Pedal C–f1   |     |
| Subbaß       | 16′ |
| Stillgedackt | 16′ |
| Oktavbaß     | 8′  |
| Rohrflöte    | 8′  |
| Choralbaß    | 4′  |

- Koppeln: II/I, II/P, I/P
- Spieltisch: freistehend, Registerwippen
- sonstige Spielhilfen: freie Kombination, Auslöser, Forte, Tutti, Pianopedal